# 新爱洛伊斯
新爱洛伊斯（法語：Julie, ou la nouvelle Héloïse）是让-雅克·卢梭的一部书信体小说，于1761年由阿姆斯特丹的马克–米歇尔·雷出版社出版。第一版的标题是“阿尔卑斯山脚下小镇两个恋人的信件”（Lettres de deux amans, habitans d'une petite ville au pied des Alpes ）。这部小说的副标题指向爱洛伊斯和皮埃尔·阿伯拉尔的历史，这是一个关于中世纪基督徒的激情与克制的故事。这部小说曾被列入禁书目录。

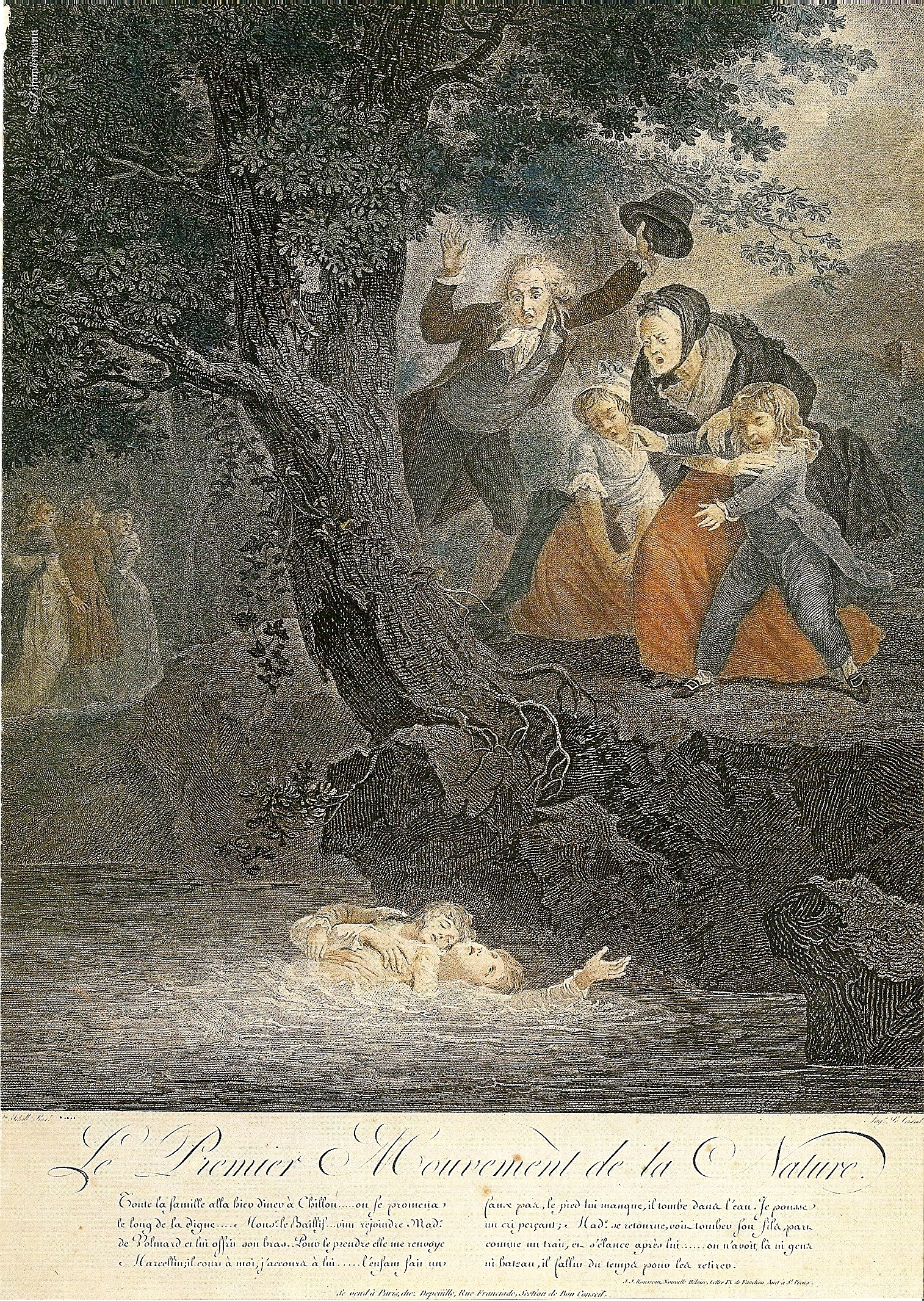